# Crisis económica en Brasil de 2014

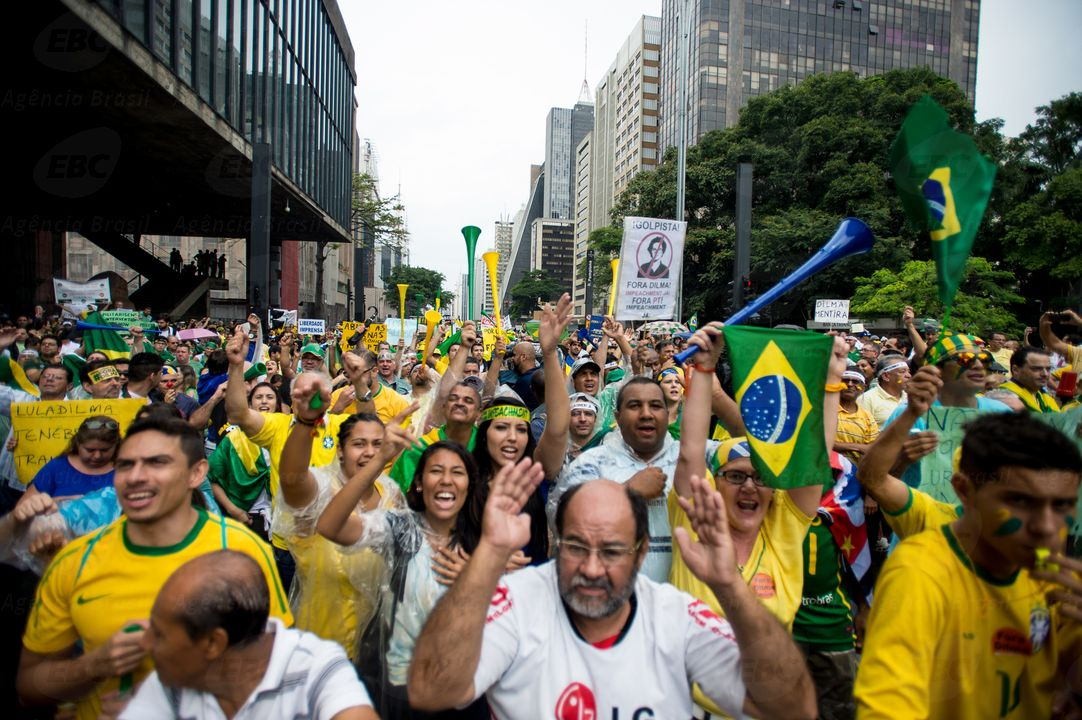
Manifestación en São Paulo contra la crisis el 15 de marzo de 2015.

La crisis económica en Brasil de 2014 es el deterioro que se empezó a advertir en los principales indicadores macroeconómicos de la República Federativa de Brasil a partir del año 2014, y  cuyas consecuencias se han extendieron hasta el 2016. Uno de los síntomas de la crisis es la fuerte recesión económica. Fue la peor recesión de la historia del país, con una caída en el Producto interior bruto (PIB) durante dos años consecutivos. La economía se contrajo cerca de 3,8 % en 2015. En septiembre de 2016, la tasa de desempleo llegaba a 11,8 %, alcanzando 12 millones de brasileños. La crisis económica fue acompañada de una crisis política, resultando en protestas contra el gobierno por todo el país. Dilma Rousseff, presidente en la época, fue alejada del cargo definitivamente en agosto de 2016 con su impeachment  y en su lugar asumió su vice, Michel Temer, que prometió adoptar medidas para recuperar la economía.
Entre las causas señaladas para la crisis económica se encuentran la crisis política mencionada y el fin del ciclo de altos precios de los "commodities" en el mercado externo, que afectó las exportaciones brasileñas.y disminuyó la entrada de capital extranjero al país. Sin embargo, la causa principal fue interna y está asociada a medidas económicas que no lograron los resultados esperados. Adoptado a partir de 2011, el conjunto de medidas conocido como la nova matriz econômica (nueva matriz económica, en traducción libre), que incluía políticas de fuerte intervención gubernamental en la economía, reducción de las tasas de interés, aumento de los gastos estatales, concesiones de los subsidios y la intervención de precios, crearon la crisis de sostenibilidad fiscal que siguió.
En junio de 2017, el PIB subió uno por ciento en el primer trimestre del año, siendo el primer aumento, después de ocho caídas trimestrales consecutivas. El ministro de la hacienda, Henrique Meirelles, dijo que el país "salió de la mayor recesión del siglo".

## Contexto político

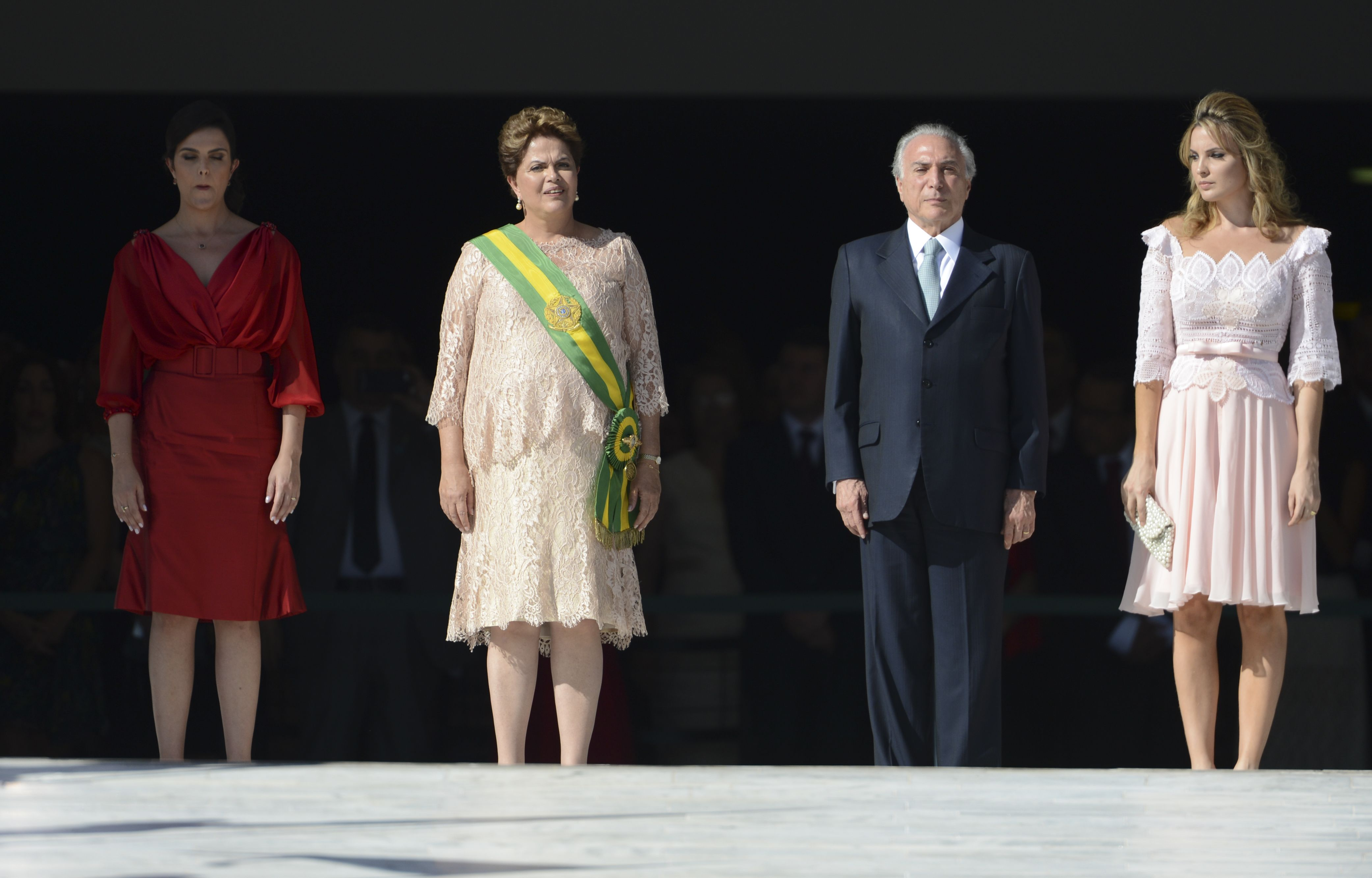
Posesión de Dilma Rousseff el día 1 de enero de 2015, al lado de su vice, Michel Temer.

La crisis se manifestó de diversas formas y tuvo como agravante la crisis política en el país. Dilma Rousseff, candidata del Partido de los Trabajadores, venció la elección presidencial de 2014, derrotando al candidato del PSDB, Aécio Nieves. Sin embargo, la victoria fue muy apretada, habiendo sido la disputa presidencial más acirrada de la historia. La campaña presidencial fue marcada por tumultos y controversias, principalmente debido a la Operación Lava Jato, que sacaba a la luz un enorme esquema de corrupción que alcanzaba en lleno la clase política y partidos.
En 2015, la crisis económica, así como el avance de la Lava Jato, hizo con que, a lo largo del año, millones de personas fueran a las calles a protestar contra el gobierno en todo el territorio nacional. Manifestaciones en defensa de Dilma también ocurrían. En diciembre, el presidente de la Cámara de los Diputados, Eduardo Cunha, aceptó un pedido de impeachment contra Dilma por crimen de responsabilidad.
El 12 de mayo de 2016, el Senado Federal alejó a Dilma Rousseff del cargo de presidente por 180 días. Inmediatamente, su vice Michel Temer asume interinamente el cargo. El 31 de agosto, el Senado hizo el juicio final que removió a Dilma del cargo en carácter definitivo. Durante sus primeros meses frente a la presidencia de la república, Temer se envolvió en controversias debido a ministros de su gobierno que estaban siendo investigados en el ámbito de la Lava Jato, así como el propio presidente. El escándalo vino a público con audios divulgados del expresidente de la Transpetro, Sérgio Hacha, en delação premiada.
En 2017, nuevos escándalos sacudieron al gobierno. En 17 de mayo, los propietarios del frigorífico JBS dijeron, en delação, que grabaron el presidente Michel Temer autorizando la compraventa del silencio del diputado cassado y expresidente de la Cámara de los Diputados, Eduardo Cuña, cuando él ya se encontraba prendido pela Lava Jato. En una grabación de audio, uno de los dueños de la empresa habría dicho a Temer que estaba pagando una "mesada" a Cuña a fin de que permaneciera callado en la prisión. Ese escándalo generó varias protestas populares e hizo con que se fuera cuestionando si Temer podría continuar en el cargo de presidente. El escándalo afectó la tramitación de las reformas propuestas por el gobierno que visan la recuperación económica.

## Causas

### Internas
La principal causa de la crisis fue interna y está asociada a medidas económicas que no lograron los resultados esperados. En 2013, antes del inicio de la crisis, la revista británica The Economist ya había hecho críticas a la gestión económica del gobierno, habiendo lanzado un informe de 14 páginas sobre el asunto, que fue materia de portada.
La materia hace contraste entre dos momentos discrepantes de la economía brasileña. Antes, el país señalizaba un futuro bastante prometedor al registrar un crecimiento del 7,5% en 2010, siendo el mejor desempeño en décadas. Para aumentar el entusiasmo, Brasil fue escogido para acoger tanto la Copa Mundial de Fútbol de 2014 como los Juegos Olímpicos de Río de Janeiro 2016. Sin embargo, Brasil hizo pocas reformas durante los años de boom económico. La materia afirma también que el sector público brasileño impone un fardo particularmente pesado en el sector privado.

### Externas
The Economist afirmó más tarde, en 2015, que las causas inmediatas de la crisis eran externas. La publicación dice que la presidenta Dilma Rousseff podría haber aprovechado mejor la onda de commodities del primer mandato de ella para disminuir el Estado hinchado, que traga 36% del PIB. En vez de eso, el gobierno optó por garantizar préstamos subsidiados e incentivos fiscales onerosos para industrias favorecidas. La subsecuente caída de los precios de las commodities explica, en parte, la crisis.
Otro factor externo apuntado fue la recesión de la economía china, Desde el final de la década de 1990 hasta el inicio de 2012, hubo un aumento significativo en el precio de las commodities en el mercado internacional, impulsado por la creciente demanda de China.

## Características

### Recesión

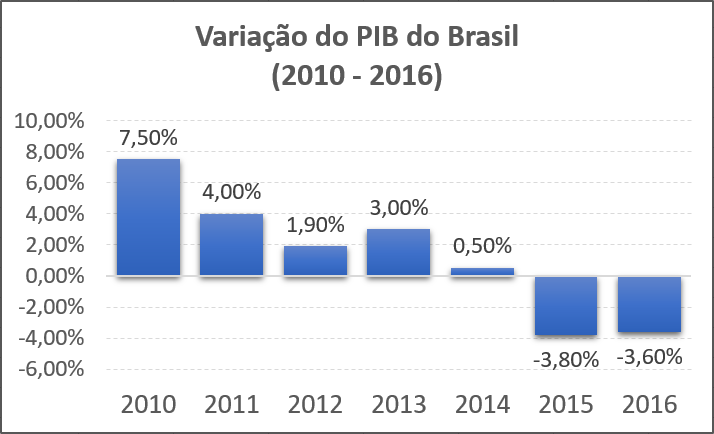
Alteración porcentual del Producto interior bruto (PIB) de Brasil, según datos del IBGE. Se percibe el bajo crecimiento en 2014 y las fuertes caídas los años siguientes.

Las señales de que una fuerte recesión vendría ya se percibió en 2014, cuando el crecimiento del PIB fue de solo 0,4 por ciento. En 2015, la economía se contrajo en 3,8 por ciento, siendo la peor recesión desde 1990, durante el gobierno de Collor. Sin embargo, en 2016, el PIB tuvo otra caída fuerte, lo que hizo con que la recesión se hiciera la peor de la historia. Fue la primera vez, desde la década de 1930, que el país estuvo en recesión por dos años seguidos. En este período, el PIB per cápita cayó 11 por ciento.
En el primer trimestre de 2017, fue registrado un aumento del PIB de 1 por ciento, siendo el primer aumento desde el inicio de 2015.

### Desempleo

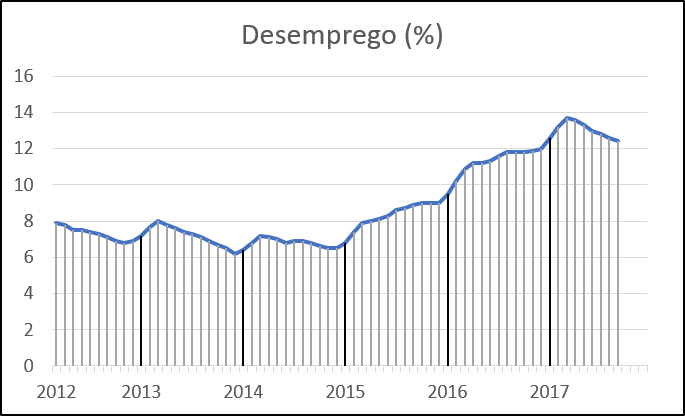
Tasa de desempleo. Cada línea vertical corresponde a un mes

El desempleo, en 2014, aún no había dado señales que aumentaría. En la media del año, la tasa quedó en 6,8 por ciento, siendo la más pequeña tasa de entre los dos años anteriores. En el cierre del año, fue registrada una tasa de 4,8 por ciento en las grandes metrópolis, tales como São Paulo y Belo Horizonte. Fue la más pequeña tasa de desempleo desde 2003, año en que el IBGE adoptó la actual metodología de análisis.
Sin embargo, los años de 2015 y 2016, la crisis económica causó un aumento significativo del desempleo. 2015 concluyó con una tasa de 8,5 por ciento y 2016 concluyó con 11,5 por ciento, según el IBGE. En números absolutos, eso representa 12,3 millones de brasileños desempleados.
El auge del desempleo fue verificado en marzo de 2017, cuando el país contaba con aproximadamente 14 millones de desempleados. El mes siguiente, abril, fue registrado una pequeña caída en la tasa de desempleo. Se trató de la primera caída desde 2014. El desempleo en abril, que fue de 13,6 por ciento, aún era considerado muy elevado.
Durante todo el período de crisis, se notó que, antes de la crisis, en febrero de 2014, había 6,6 millones de desempleados en el país, cifra que se duplicó desde entonces hasta marzo de 2017, cuando se contabilizaron 13,4 millones de personas sin trabajo.

### Índice de precios al consumo

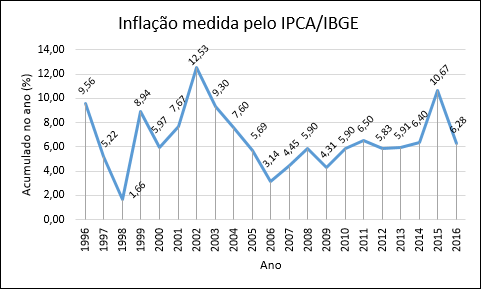
tasa de inflación anual. de 1996 a 2016

La inflación anual alcanzó un máximo histórico del 5,68 % en diciembre de 2014. Los precios no dejaron de aumentar hasta julio de 2015, donde el IPC marcó el 10,7 %, su nivel más alto desde 2002. Tras cuatro meses consecutivos de caídas, el IPC desciende en marzo de 2016 a 9%, coincidiendo con el retroceso del precio del petróleo y con el abaratamiento de algunos alimentos.

### Déficit presupuestario
Brasil está experimentando actualmente una crisis fiscal y un creciente déficit presupuestario que, según Bloomberg, ha sido "el mayor déficit presupuestario primario" ... "ya que una recesión económica de dos años socavó la recaudación de impuestos mientras los gastos crecieron aún más. El déficit público alcanzó los 5.800 millones de reales (U $ 1.700 millones) durante los primeros tres meses de 2016, el más amplio reportado desde diciembre de 2001. La recesión de dos años puede explicarse por la disminución de los ingresos públicos por impuestos, Causados por la recesión, mientras que los gastos del gobierno han estado creciendo constantemente.

### Emigración

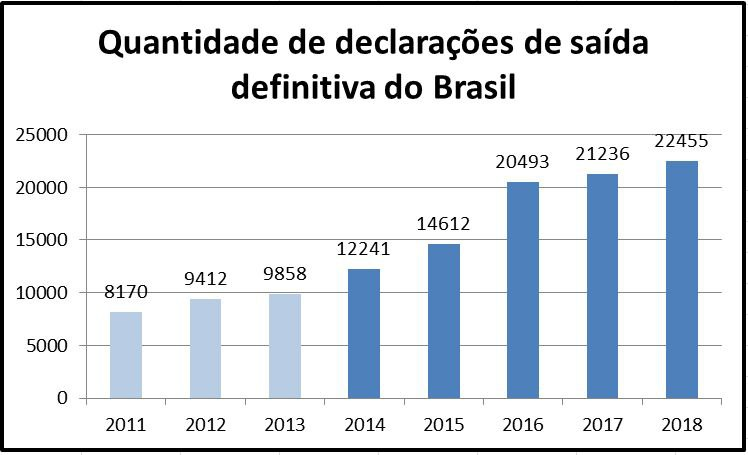
Número de declaraciones de emigración definitiva del país. Fuente: Receita Federal.

El número de declaraciones de salida definitiva del país comenzó a crecer en el primer año de la crisis y ha aumentado de manera sostenida desde entonces, según la Receita Federal. Entre los países que recibieron más ciudadanos brasileños estaban Japón y Canadá, que debido al bajo desempleo y el envejecimiento de la población, entre otros motivos, necesitaban de un impulso para disminuir la edad del personal. Otro destino fue Portugal, que concedió la ciudadanía portuguesa a 8.000 brasileños sólo en 2016, según la Eurostat. Además de la crisis, otro motivo de la emigración fueron los elevados niveles de criminalidad.
Según un empleado de JBJ Partners (una empresa especializada en expatriación a los Estados Unidos), muchos que huyeron de Brasil eran trabajadores calificados:

Hablamos de personas calificadas. El perfil del inmigrante ya no es el del pobre que busca mejores oportunidades. Son altos ejecutivos, que están abandonando sus carreras para abrir un negocio en el extranjero, personas con Ph.D., lo cual es triste porque el país está perdiendo recursos.
Jorge Botrel, un socio de JBJ.

Un informe de la OCDE muestra un número aún más alto. En 2016, 80.000 brasileños emigraron legalmente a uno de los Estados miembros de la OCDE, mientras que 99.000 lo hicieron en 2017. Del mismo modo, datos de la Receita Federal muestran que el número de personas dejando el Brasil aumentó en años consecutivos desde el inicio de la crisis.

### Impacto en la población
En 2016 los efectos de la crisis económica fueron ampliamente sentidos por la sobrecarga en los servicios públicos y por la población, que necesitó adaptar las cuentas para la realidad financiera. En consonancia con la investigación realizada por la Confederación Nacional de la Industria (CNI) el año, casi la mitad de los entrevistados (48 %) pasó a usar más transporte público y 34 % dejaron de tener plan de salud. La profundización de la crisis económica llevó al 14 % de las familias a intercambiar la escuela de los hijos de particular para pública en junio, con porcentual superior a los verificados en 2012 y 2013, antes de la crisis. Además de eso, los consumidores intercambiaron productos por similares más baratos (78 %), esperando liquidaciones para comprar bienes de mayor valor (80 %) y ahorrando más para el caso de necesidad (78 %).

## Recuperación
A finales de agosto de 2015 varios ministros del gobierno de Brasil admitieron en un discurso que la «situación económica y fiscal» de Brasil «es grave» con una economía «de crecimiento débil e inflación alta». Para suavizar las consecuencias de la crisis, la presidenta Roussef, anuncia un plan de austeridad que consiste en postergar ajustes salariales y contrataciones del sector público, eliminar 10 de los 39 ministerios, reducir 1.000 empleos estatales y recrear un viejo impuesto a las transacciones financieras.

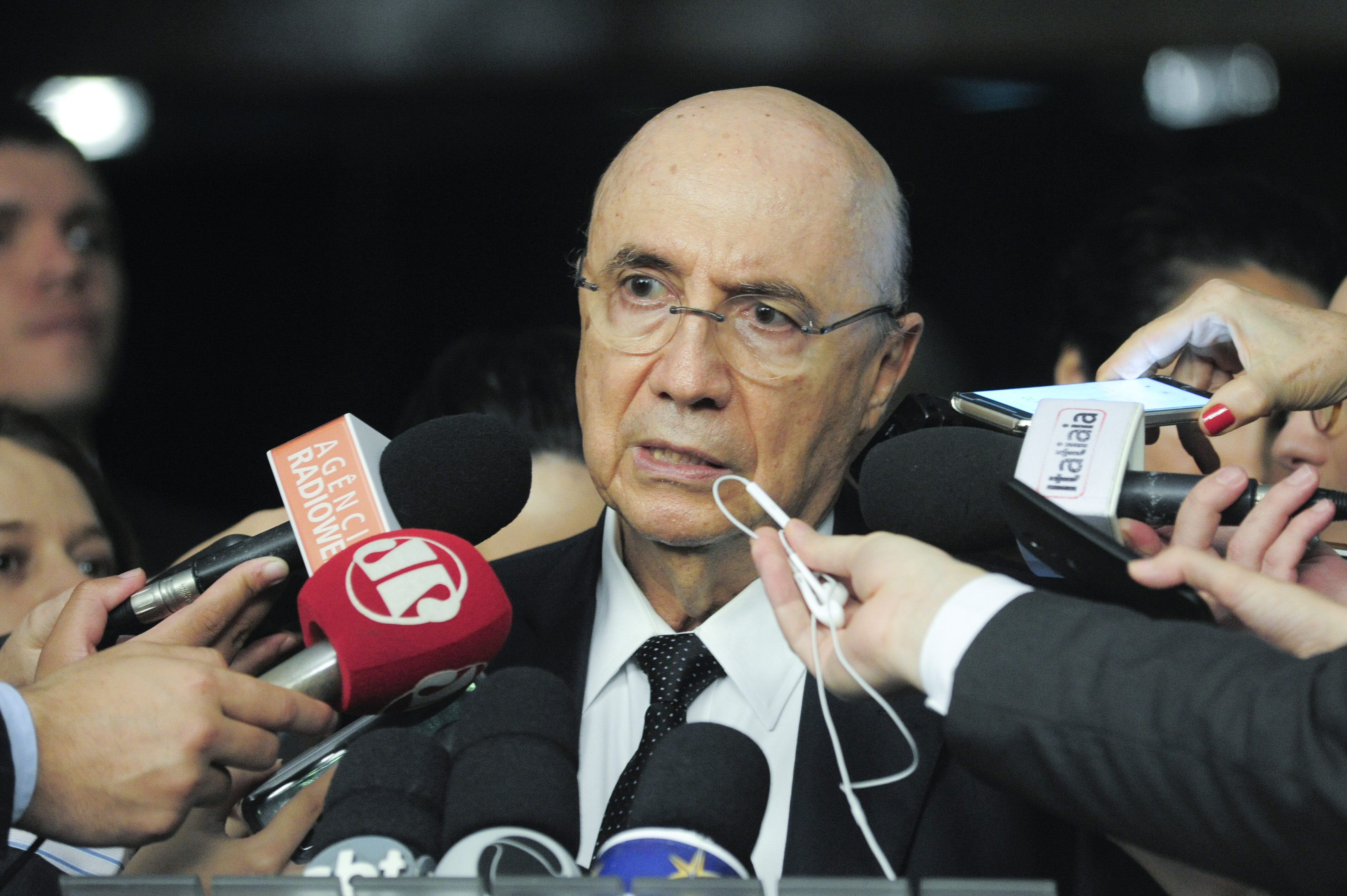
Henrique Meirelles, Ministro de la Hacienda del gobierno de Michel Temer.

Desde el impeachment de Dilma Rousseff y la consecuente llegada de Michel Temer al poder, varias medidas, en su mayoría vistas como impopulares, fueron propuestas visando la recuperación de la economía del país. En el comienzo de 2017, ya había señales de recuperación económica, pero se concuerda que el proceso sería muy largo y lento. Se propusieron, entre otras medidas:
- La PEC del Techo de los Gastos — propuesta de enmienda a la constitución, aprobada en diciembre de 2016, que establece un límite para el crecimiento de los gastos del Gobierno Federal por los próximos 20 años.[44]
- Terciarización — proyecto, ya aprobado, que permite la terciarización del trabajo también para actividades-fin.[45]
- Reforma laboral — flexibiliza algunas leyes laborales, alterando la CLT.[46]
- Reforma de la sanidad — establece criterios más rigurosos para la jubilación y sanidad, estableciendo, entre otros puntos, una edad mínima para jubilarse.[47]

En junio de 2017, fue divulgada la información que el PIB subió uno por ciento en el primer trimestre del año. Fue el primer aumento del PIB, después de ocho caídas consecutivas. El ministro de la hacienda, Henrique Meirelles, dijo que el país "salió de la mayor recesión del siglo". Sin embargo, economistas alertan que el crecimiento del PIB caracteriza sólo el fin de la "recesión técnica" y que aún es pronto para decretar que la crisis acabó. El desempleo continúa alto y aún hay incertidumbres en cuanto al futuro de la economía, especialmente después de escándalos políticos provocados por la delação de la JBS que envuelven al presidente Temer.